# Dolina Białego

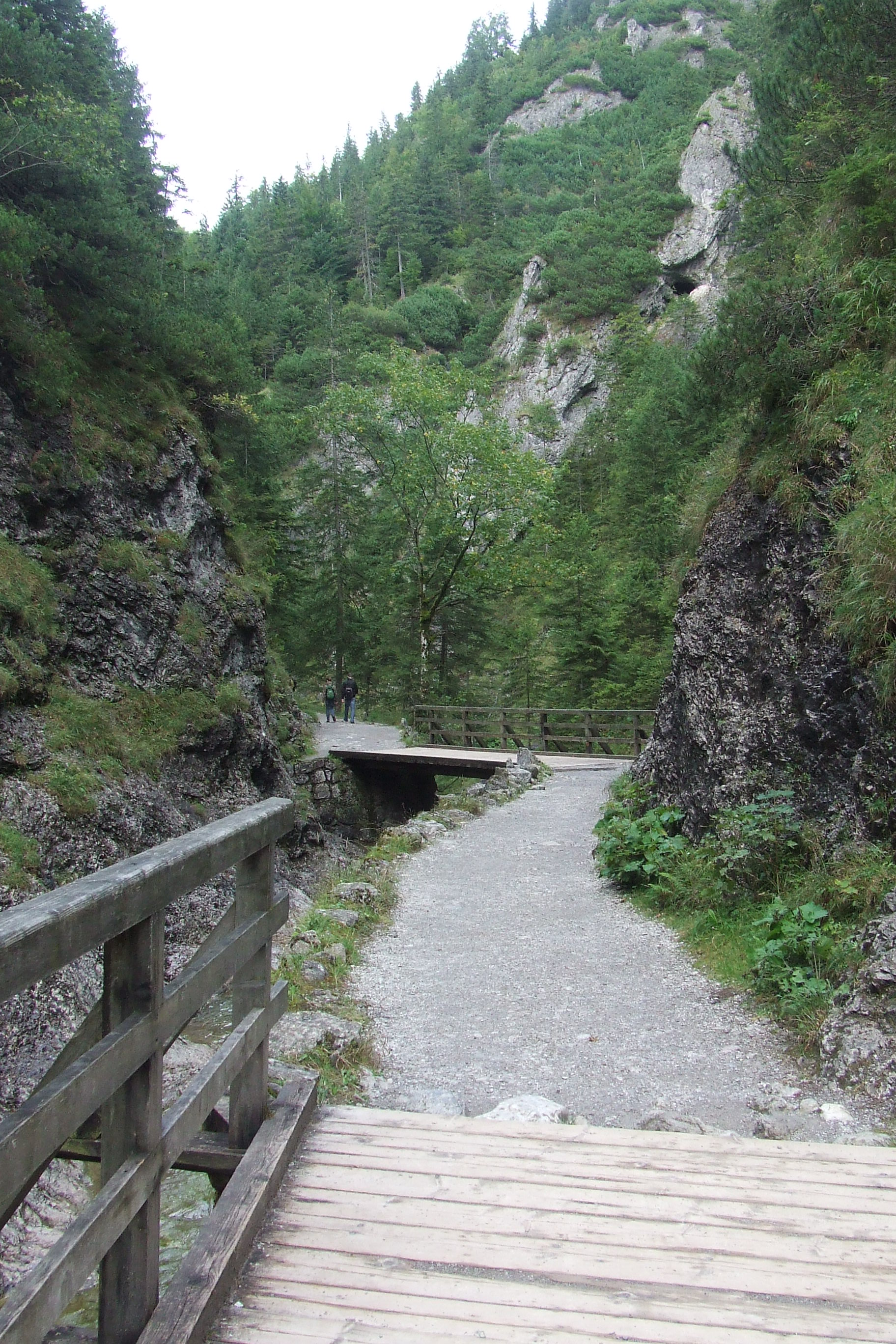
Wanderweg am Biały Potok

Die eiszeitlich durch Gletscher geformte Dolina Białego ist ein Tal in der polnischen Westtatra in der Woiwodschaft Kleinpolen.

## Geographie
Das Tal ist rund 2,5 Kilometer lang und von über 1894 Meter hohen Bergen umgeben, u. a. dem Massiv des Giewont. Es hat eine Fläche von ungefähr 300 Hektar. Das Tal liegt zwischen den Bergen Krokiew, Długi Giewont und Sarnia Skała.
Das Tal fällt von Süden nach Norden von ungefähr 1894 Höhenmetern auf 900 Höhenmeter herab. Es wird von dem Gebirgsfluss Biały Potok durchflossen, der ein starkes Gefälle von 187 Metern pro Kilometer besitzt. Das Tal öffnet sich im Vortatragraben auf dem Gebiet des Zakopaner Stadtteils Spadowiec beim Wanderweg Droga pod Reglami.

## Etymologie
Der Name lässt sich übersetzen als „Weißes Tal“. Der Name rührt von dem es durchfließenden Gebirgsbach.

## Flora und Fauna
Das Tal liegt oberhalb und unterhalb der Baumgrenze und wird im oberen Bereich von Bergkiefern und im unteren Bereich von Nadelwald bewachsen. Das Tal ist Rückzugsgebiet für zahlreiche Säugetiere und Vogelarten.

## Klima
Im Tal herrscht Hochgebirgsklima.

## Almwirtschaft
Vor der Errichtung des Tatra-Nationalparks im Jahr 1954 wurde das Tal für die Almwirtschaft genutzt. Die wichtigste Alm war die Hala Białe. Danach wurden die Eigentümer der Almen enteignet bzw. zum Verkauf gezwungen. Das Tal war lange Zeit Rückzugsgebiet von Räubern, die in den Höhlen des Tals hausten. In den 1950er Jahren wurde im Tal Uran abgebaut. Zwei Uranstollen mit 400 und 270 Metern Länge sind noch erhalten. Die Eingänge sind jedoch verschlossen und für Touristen nicht zugänglich.

## Tourismus
Durch das Tal führen zwei Wanderwege von Zakopane. 
- ▬ Ein gelb markierter Wanderweg führt durch das Tal entlang des Biały Potok zum Wanderweg Ścieżka nad Reglami.
- ▬ Ścieżka nad Reglami Ein gelb markierter Wanderweg führt von Kuźnic durch das Tal ins Tal Dolina Kościeliska.

Fünf Prozent des ganzen Touristenverkehrs in der Tatra entfallen auf dieses kleine, aber leicht erreichbare Tal.

## Panorama

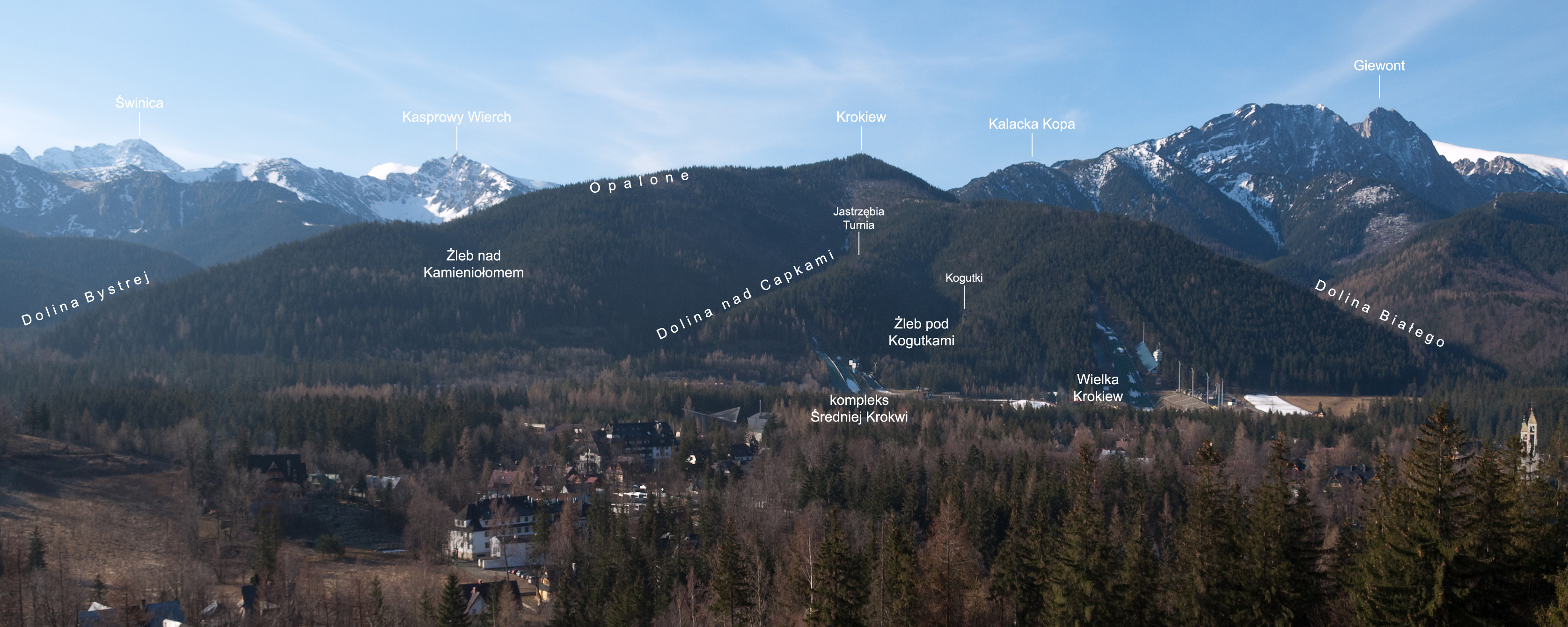
Panorama des Tals vom Gipfel Antałówka, das Tal liegt rechts im Bild